# Коливански хребет
Колива̀нският хребет (на руски: Колыванский хребет) е нископланински хребет в крайната западната част на планината Алтай, в южната част на Алтайски край на Русия. Простира се от запад на изток на протежение около 100 km и е вододел между реките Алей на юг и запад и Чариш на североизток, леви притоци на Об. На северозапад и север склоновете му постепенно потъват в Западносибирската равнина, а на изток долината на река Белая (ляв приток на Чариш) го отделя от Тигирецкия хребет. На изток средната му надморска височина е 600 – 800 m максимална връх Синюха 1206 m (51°14′30″ с. ш. 82°36′26″ и. д. / 51.241667° с. ш. 82.607222° и. д.), а на запад височината му намалява до 400 – 500 m. Изграден е от гранити, шисти и туфи. Разработват се находища на полиметални руди, яспис, порфирити и кварцити. От него водят началото си малки и къси реки десни притоци на Алей и малко по-дълги леви притоци на Чариш. Полегатите му склонове са покрити с осиково-елови, а по-рядко борови гори, които на запад се сменят с храстови и тревисто-коилови степи.